# Млинарец, Драго (хоккеист)
Драго Млинарец (словен. Drago Mlinarec, родился 24 августа 1960 года в Чаковце) — югославский и словенский хоккеист, защитник.

## Биография
Начал карьеру в составе клуба «Краньска-Гора» чемпионата Югославии. С 1978 года выступал за «Акрони Есенице», провёл 18 сезонов в составе этого клуба, восемь раз становился чемпионом Югославии. В сезоне 1988/1989 выступал за «Медвешчак» и стал чемпионом Югославии. Всего в чемпионате Югославии провёл 351 матч, забросил 174 шайбы и отдал 154 голевые передачи. В чемпионате Словении в 62 встречах отличился 59 раз.
За сборную Югославии выступил на восьми чемпионатах мира и на Олимпиаде 1984 года в Сараево. В 62 играх забросил 39 шайб. Первый капитан сборной Словении, с ней выступил на трёх чемпионатах мира в 19 играх и забросил 4 шайбы, также отдав 4 голевые передачи. Член Словенского хоккейного зала славы с 2007 года. Тренер клуба «Акрони Есенице» в 1995—1996 и 1997—1998 годах, тренер женской сборной Словении в 2000—2001 годах.